# Elecciones legislativas de Bulgaria de 1991
Las elecciones legislativas de Bulgaria de 1991 se celebraron el 17 de octubre de dicho año. Fueron las primeras elecciones celebradas en el país tras la aprobación ese mismo año de la nueva Constitución, la que estableció un sistema de gobierno pluripartidista y liberal en sustitución del régimen comunista instaurado en 1944. El resultado dio la victoria a la Unión de Fuerzas Democráticas, la principal fuerza de oposición, sobre el hasta entonces gobernante Partido Socialista Búlgaro, nuevo nombre adoptado por el antiguo Partido Comunista Búlgaro. Pero la formación de centro derecha quedó a once escaños de la mayoría absoluta. Por ello, debió recurrir al apoyo del minoritario Movimiento por los Derechos y Libertades, que representa a la minoría turca, para formar gobierno. Como resultado de ello, fue designado primer ministro el líder de la UDF, Philip Dimitrov, cuyo gobierno, sin embargo, luego de un año de gestión, cayó al perder el respaldo de su socio menor.
Como en las elecciones de 1990 el Partido Socialista Búlgaro (BSP) gobernante (ex comunista) se enfrentó principalmente a la Unión de Fuerzas Democráticas (SDS), dirigida por Philip Dimitrov. El día de la votación estuvo marcado por la elección simultánea para los funcionarios locales. De acuerdo con los resultados finales, el SDS de centro-derecha derrotó por poco a los socialistas, liderados por Alexander Lilov, ganando 110 escaños contra los 106 del BSP y ninguno de ellos ganó la mayoría absoluta. El Movimiento por los Derechos y Libertades (DPS), que representa a la minoría turca de Bulgaria, fue el tercero en ganar la representación parlamentaria, ya que ningún otro partido logró superar la barrera electoral del 4%.
En este contexto, el Presidente de la República, Zhelyu Zhelyev, solicitó a Dimitrov que se convirtiera en el próximo primer ministro, en reemplazo de Dimitar Popov, un independiente, que había encabezado un gobierno de coalición BSP-UDF desde diciembre de 1990. El 8 de noviembre, el Parlamento aprobó el Nuevo Consejo de Ministros, integrado por miembros de la UDF e independientes. El mismo día, el primer ministro anunció que las prioridades del nuevo Gobierno serían la estabilidad económica, la lucha contra la inflación y el desempleo, y frenar la caída de la producción industrial. Observó que esto dependía de la privatización acelerada de la propiedad estatal, la inversión extranjera y la enmienda de las leyes sobre la propiedad de la tierra. Finalmente Dimitrov pidió la restitución de las propiedades confiscadas por el antiguo régimen comunista.

## Antecedentes

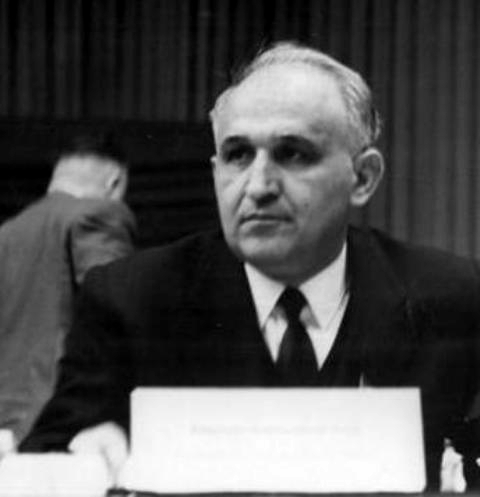
Todor Zhivkov último líder de la República Popular de Bulgaria.

El 13 de octubre de 1991, los búlgaros eligieron una Asamblea Nacional de 240 miembros. Las elecciones fueron las primeras celebradas bajo la Constitución aprobada en julio de 1991 y las segundas elecciones tras el derrocamiento del líder del Partido Comunista, Todor Zhivkov tras su renuncia en noviembre de 1989. Como consecuancia, Bulgaria se convirtió en el primero de los países del antiguo Pacto de Varsovia en adoptar una nueva constitución y con las elecciones de octubre, en el primer país en celebrar una segunda elección democrática. Las primeras elecciones de este tipo en más de 45 años se celebraron en junio de 1990 y dio como resultado el establecimiento de un Gran Asamblea Nacional, que fue responsable de la redacción de una nueva Constitución y promulgación de las reformas políticas y económicas necesarias.
El Partido Socialista Búlgaro (BSP), nuevo nombre del Partido Comunista, surgió de las elecciones de 1990 como el partido más grande, aunque la Unión de Fuerzas Democráticas (SDS), una coalición de 16 partidos y grupos políticos de oposición, también obtuvo importante representación. Tras las elecciones, las manifestaciones callejeras encabezadas por sindicatos de oposición y activistas estudiantiles provocaron la renuncia del presidente y primer ministro en julio y noviembre respectivamente. Las renuncias dieron lugar a crisis políticas que tardaron varias semanas en resolverse. En última instancia, Zhelu Zhelev, líder del SDS, y Dimitar Popov, un político independiente, fueron elegidos por la Gran Asamblea Nacional como presidente y primer ministro.
A pesar de los avances logrados desde noviembre de 1989 hacia el establecimiento de una sociedad pluralista, muchos búlgaros se muestran escépticos con respecto a la importancia de los cambios. En parte, la desconfianza es causada por la grave crisis económica que sufría Bulgaria y la lenta implementación de varias leyes diseñadas para erradicar los efectos de 45 años de gobierno comunista. Los sistemas de producción y distribución del país colapsaron durante 1991, lo que llevó a un racionamiento de alimentos y petróleo seguido de alzas de precios. El deterioro de la economía, junto con un parlamento aparentemente inefectivo, incrementó la desilusión popular con la Gran Asamblea Nacional, los ministerios gubernamentales y la democracia en general.
A medida que se acercaban las elecciones de octubre, sectores de la oposición intentaron atribuir la pérdida electoral del SDS en junio de 1990 a los vínculos comunistas dentro de las filas de la UDF. La idea de una oposición unida con objetivos similares (por ejemplo, derrocar a los antiguos líderes comunistas y romper su poder político y económico) se vio opacada por los debates internos y los ataques personales. Sin embargo, a pesar de estas divisiones, la facción principal del SDS logró ganar una pluralidad estrecha, posicionándose así para formar un gobierno sin la participación del BSP.
La ley electoral aprobada el 20 de agosto de 1991 hizo mejoras significativas a la estructura administrativa utilizada en 1990. Aun así, antes de las elecciones, muchos líderes de la oposición temían lo que llamaron la manipulación comunista de los votantes durante la campaña y el día de las elecciones. Las sospechas preelectorales aumentaron cuando los líderes de la oposición se dieron cuenta de que, con una oposición fracturada, los comunistas reformados podrían, una vez más, ganar las elecciones.

## Ley electoral
La ley electoral preveía la asignación de 240 escaños a la Asamblea Nacional utilizando el método D'hondt a nivel nacional. Se requirió que un partido que disputara la elección obtuviera el 4 por ciento de los votos a nivel nacional para asegurar la representación en la Asamblea. Los votos emitidos para los partidos que no alcanzaron el umbral fueron, en efecto, desperdiciados. Una excepción al requisito de umbral del 4 por ciento aplicado a candidatos independientes. La ley requería que una persona recolectara 2,000 firmas para postularse como un candidato independiente para las elecciones de la Asamblea Nacional.
Se elegiría un candidato independiente si obtuviera más votos que el cupo regional, que se determinó dividiendo el número total de votos emitidos. Una región por el número de asientos asignados a esta región. Esta disposición significaba que un candidato independiente podría obtener un escaño si él o ella recibía tan poco como el 8 por ciento de los votos en la región más grande, que tenía 13 escaños. Sin embargo, existían varias desventajas para impugnar las elecciones como un proceso independiente, incluido el hecho de que los votos recibidos por un candidato independiente en exceso de la cuota regional necesaria se desperdiciaron.
La ley electoral creó 31 regiones -28 correspondientes a las provincias anteriores a 1986, dividió a Sofía en 3 distritos y a la ciudad de Plovdiv la aisló del resto de la provincia crandose un distrito electoral nuevo. Según la ley, una vez que se asignaban escaños entre los partidos en todo el país, la fuerza del partido en una región determinaba con precisión cuántos individuos en la lista regional de un partido determinado serían elegidos para el parlamento.

## Campaña electoral
La campaña electoral se llevó a cabo de manera pacífica, casi incolora. En comparación con las elecciones de 1990, las expectativas de la población y, en consecuencia, su interés disminuyeron considerablemente. Aun así, dos días antes de las elecciones, todos los partidos principales organizaron grandes manifestaciones para sus activistas; estos mítines procedieron sin ningún desorden reportado.
Los líderes nacionales de los partidos principales prestaron poca atención a las elecciones municipales, aunque estas elecciones fueron el foco principal de los capítulos de los partidos locales. Sin embargo, los líderes locales y nacionales del partido expresaron su preocupación, incluso tan tarde como una semana antes de las elecciones, de que las elecciones municipales tendrían que ser reprogramadas debido a los deficientes preparativos administrativos.
La ley electoral preveía un acceso igualitario a los medios de comunicación y fondos limitados del presupuesto estatal para los principales partidos parlamentarios. Además, la ley y las instrucciones emitidas por el ministro de defensa brindaron una oportunidad adecuada para que los reclutas militares se familiaricen con las plataformas del partido. Aunque el poder del BSP disminuyó en los meses previos a las elecciones de octubre de 1991, el antiguo partido dominante continuó disfrutando de varias ventajas institucionales y continuó siendo el foco de las quejas y sospechas de las elecciones. La adopción tardía de la ley electoral y los plazos incluidos en la misma también brindaron poco tiempo para que algunos de los partidos y coaliciones recién formados informen a los votantes sobre sus plataformas de rápido desarrollo y sus colores de votación asignados.

## Resultados
|  | 34.36 % |

|  | 33.14 % |

|  | 7.55 % |

|  | 3.86 % |

|  | 3.44 % |

|  | 3.20 % |

|  | 2.81 % |

|  | 1.82 % |

|  | 9.82 % |

|  | 97.30 % |

|  | 2.70 % |

|  | 100.00 % |

|  | 83.73 % |